# 1 octombrie
ianuarie • februarie • martie  • aprilie  • mai  • iunie  • iulie  • august  • septembrie  • octombrie  • noiembrie  • decembrie
1 octombrie este a 274-a zi a calendarului gregorian și a 275-a zi în anii bisecți. Mai sunt 91 de zile până la sfârșitul anului.

## Evenimente

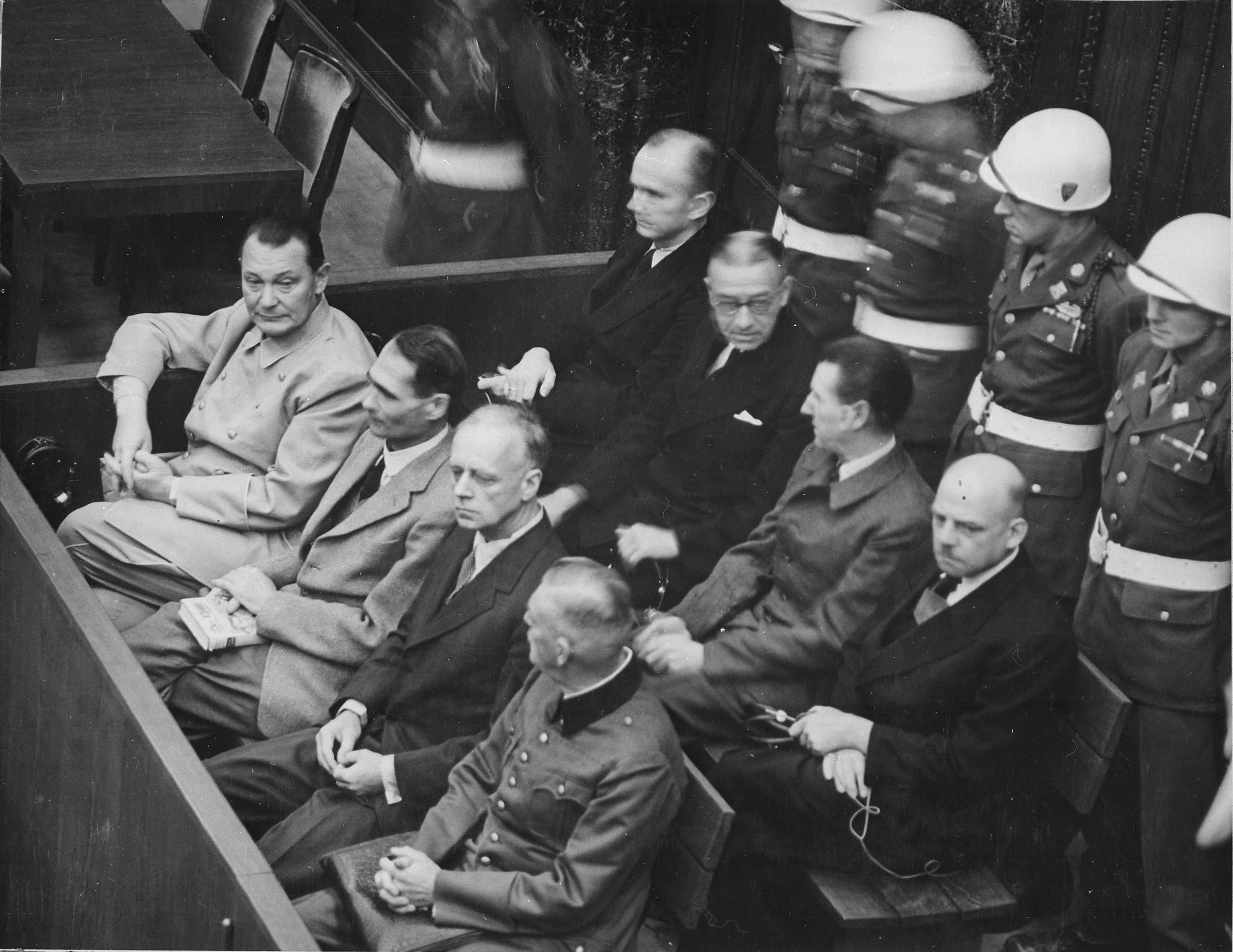
1946: Se încheie procesul de la Nürnberg. În imagine: Göring, Heß, von Ribbentrop, Keitel, Dönitz, Raeder, von Schirach și Sauckel.

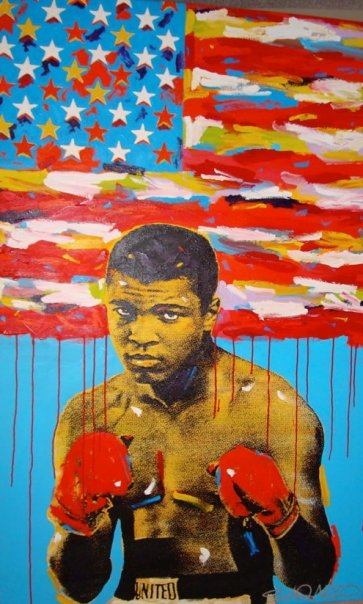
1975: Muhammad Ali îl învinge pe Joe Frazier într-un meci de box la Manila, Filipine, apărându-și titlul mondial la box categoria grea.

- 331 î.Hr.: Alexandru cel Mare îl învinge pe Darius al III-lea al Persiei în bătălia de la Gaugamela.[1]
- 0959: Edgar cel Pașnic devine rege al întregii Anglii.[2]
- 0965: Ioan al XIII-lea devine Papă.[3] Pontificatul său a fost prins în conflictul continuu dintre Otto I al Sfântului Imperiu Roman și nobilimea romană.
- 1553: La Westminster Abbey are loc încoronarea reginei Maria I a Angliei.[4]
- 1795: Belgia e cucerită de Franța.
- 1800: Spania a cedat Franței provincia Louisiana din America de Nord, în baza tratatului de la San Ildefonso. După trei ani, francezii o vor vinde Statelor Unite.
- 1814: Congresul de la Viena se deschide cu intenția de a redesena harta politică a Europei după înfrângerea lui Napoleon în primăvara anului precedent.
- 1827: Războiul ruso-persan: Armata rusă condusă de Ivan Paskevich ia cu asalt Erevanul, punând capăt unui mileniu de dominație musulmană asupra Armeniei.
- 1829: Colegiul Sud-african este fondat la Cape Town; mai târziu a devenit Universitatea Cape Town.
- 1850: În Berna, apare pentru prima dată ziarul „Der Bund”.
- 1855: A apărut „Steaua Dunării”, jurnal politic, literar și comercial, sub conducerea lui Mihail Kogălniceanu.
- 1869: Conducerea de servicii poștale din Austro-Ungaria, introduce cartea poștală dezvoltată de Emanuel Herrmann.
- 1872: S-a creat, la București, „Asociația generală a lucrătorilor din România”. (1/13 octombrie)
- 1875: Ion Creangă a debutat în „Convorbiri literare" cu "Soacra cu trei nurori”. (1/13 octombrie)
- 1890: Congresul Statelor Unite a adoptat legea de înființare a Parcului Național Yosemite din California.
- 1891: Universitatea Stanford își deschide porțile în California, Statele Unite.
- 1908: Henry Ford a început comercializarea primului automobil de serie, denumit "Model T"; prețul acestui vehicul era, la vremea respectivă, de 825 dolari.
- 1920: A fost înființată Legația română din Budapesta. Traian Stârcea a fost numit consul.
- 1920: A fost înființată Legația României la Viena. Consul a fost numit Nicolae B. Cantacuzino.
- 1924: Adoptarea Calendarului Gregorian de către Biserica Ortodoxă Română.
- 1928: Uniunea Sovietică introduce primul său plan cincinal.
- 1932: În urma unei lovituri de stat, dictatorul Bartolome Blanche este înlăturat de la putere, în Chile.
- 1935: A fost înființată Legația Românei în Chile; consul Nicolae Dianu.
- 1946: Se încheie procesul de la Nürnberg.
- 1949: Liderul comunist Mao Zedong a proclamat Republica Populară Chineză.
- 1951: Republica Federală Germania se alătură acordului General pentru Tarife și Comerț („General Agreement on Tariffs and Trade”; GATT).
- 1960: Nigeria își câștigă independența față de Anglia.
- 1971: Roy Oliver Disney a inaugurat parcul de distracții Walt Disney World Resort de lângă Orlando, Florida, în onoarea fratelui său decedat, Walt Disney.
- 1975: Muhammad Ali își apără titlul mondial la box categoria grea împotriva lui Joe Frazier, în Quezon City, prin knockout tehnic.
- 1987: A fost dată în folosință prima linie de tramvai în municipiul Cluj-Napoca.
- 1992: S-a deschis, la București, "Centrul cultural ungar".
- 2001: Tehnologia wireless 3G devine disponibilă pentru prima dată când este adoptată de compania japoneză de telecomunicații NTT Docomo.[5]
- 2003: S-a inaugurat, la Cluj, cel mai mare acvariu din Transilvania.
- 2005: Pugilista Mihaela Cijevschi (cat. 54 kg) a devenit prima campioană mondială din istoria boxului feminin românesc, titlu cucerit la Campionatele Mondiale de la Podolsk, Rusia.
- 2009: Miniștrii PSD și-au depus demisiile din cabinetul premierului Emil Boc, iar primul ministru a anunțat interimarii PD-L pentru ministerele părăsite de PSD.
- 2017: În Catalonia are loc un referendum pentru independență, declarat ulterior ilegal de Curtea Constituțională a Spaniei.
- 2021: Dacian Cioloș a fost ales în funcția de președinte al USR PLUS, în urma celui de-al doilea tur al alegerilor interne pentru această funcție, obținând 19.603 de voturi, față de contracandidatul său, Dan Barna, care a obținut 18.900.[6]
- 2024: Israelul a invadat sudul Libanului, marcând a cincea invazie israeliană a Libanului din 1978 încoace.[7]

## Nașteri
- 208: Alexandru Sever, împărat roman (d. 235)
- 1207: Henric al III-lea al Angliei (d. 1272)
- 1541: El Greco, pictor spaniol (d. 1614)
- 1671: Luigi Guido Grandi, călugăr, preot, filozof, matematician și inginer italian (d. 1742)
- 1685: Carol al VI-lea, Împărat Roman (d. 1740)
- 1720: Martin Felmer, învățat german (d. 1767)
- 1729: Anton Cajetan Adlgasser, compozitor și organist german (d. 1777)
- 1794: Leopold al IV-lea, Duce de Anhalt (d. 1871)
- 1814: Hervé Faye, astronom francez (d. 1902)
- 1847: Simion Florea Marian, folclorist și etnograf român (d. 1907)
- 1855: José Benlliure y Gil, pictor spaniol (d. 1937)

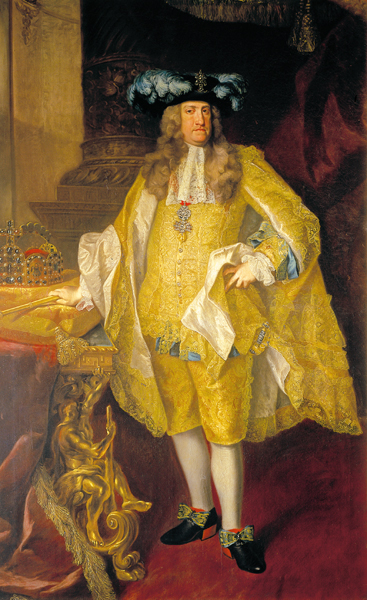
Carol al VI-lea, Împărat Roman
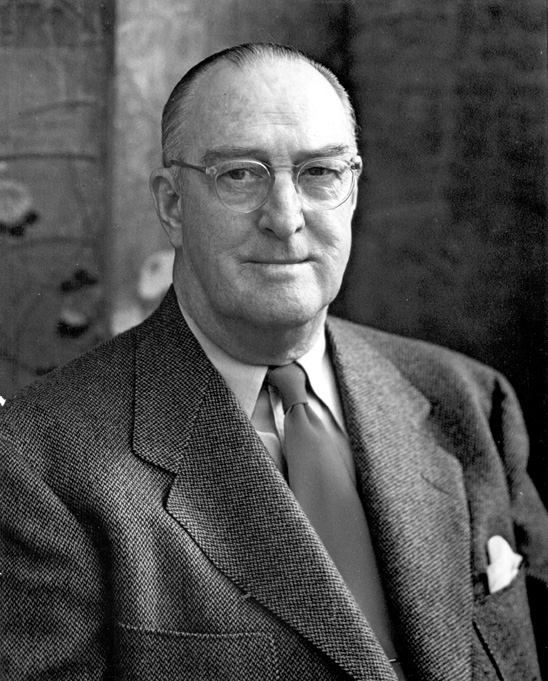
William Boeing, pionier american al aviației, fondator al companiei Boeing
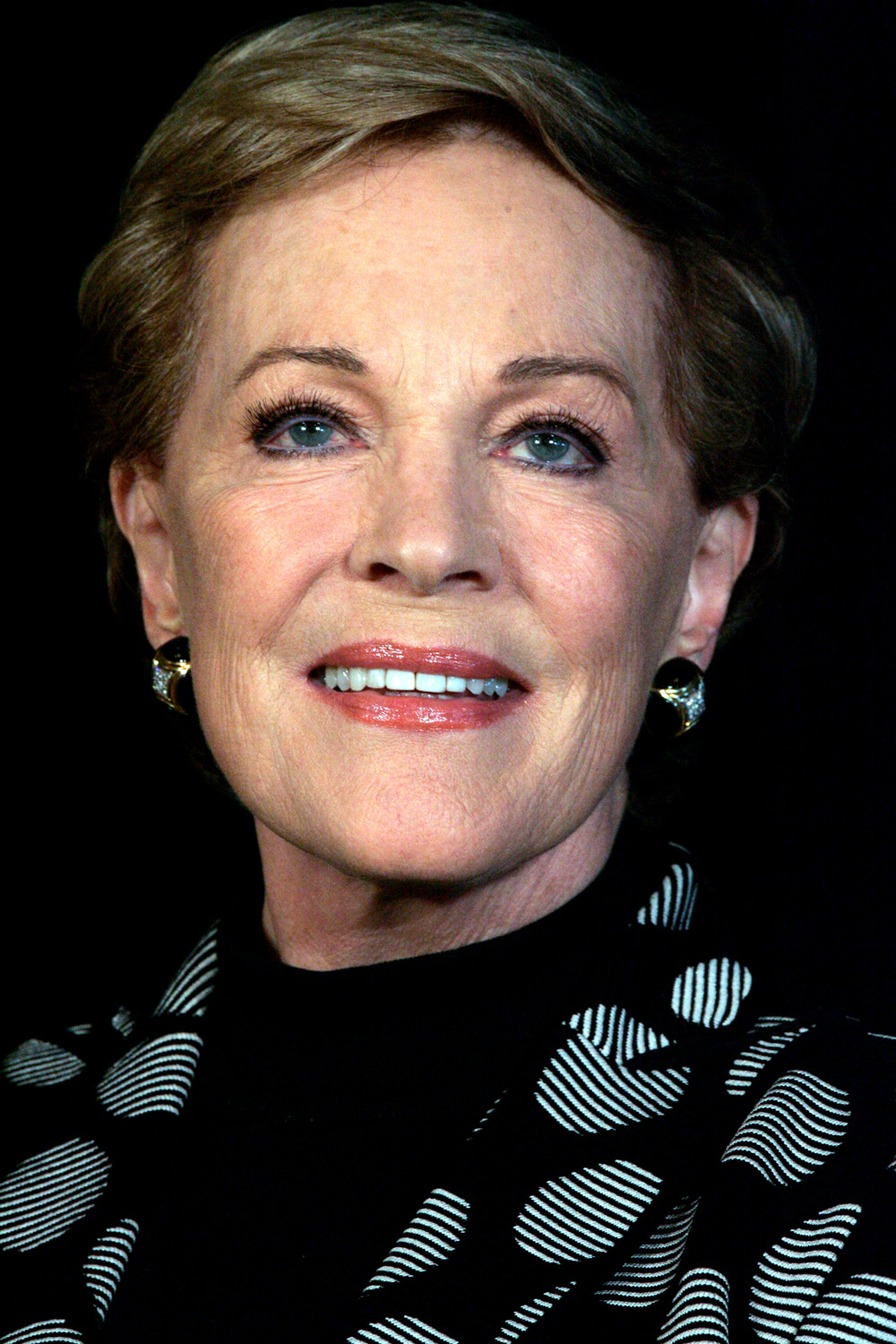
Julie Andrews, actriță britanică

- 1860: Charles Bertier, pictor francez (d. 1924)
- 1865: Paul Dukas, compozitor și critic de muzică francez (d. 1935)
- 1878: Vasile Demetrius, poet, prozator și traducător român (d. 1942)
- 1881: William Boeing, pionier american al aviației, fondator al companiei Boeing (d. 1956)
- 1890: José Cruz Herrera, pictor spaniol (d. 1972)
- 1890: Constantin C. Nottara, compozitor, violonist și critic muzical român (d. 1951)
- 1903: Wladimir Horowitz, pianist ruso-american (d. 1989)
- 1919: Nicolae Cajal, medic român de etnie evreiască (d. 2004)
- 1920: Walter Matthau, actor american (d. 2000)
- 1921: James Whitmore, actor american (d. 2009)
- 1921: Angelo Niculescu, fotbalist și antrenor român (d. 2015)
- 1922: Chen-Ning Franklin Yang, fizician american de origine chineză, laureat Nobel
- 1924: Jimmy Carter, al 39-lea președinte al Statelor Unite (d. 2024)
- 1925: Finn Carling, scriitor norvegian (d. 2004)
- 1929: Gheorghe Vitanidis, regizor român (d. 1994)
- 1930: Philippe Noiret, actor francez (d. 2006)
- 1935: Julie Andrews, actriță britanică
- 1936: Duncan Edwards, fotbalist englez (d. 1958)
- 1942: Constantin Frățilă, fotbalist român (d. 2016)
- 1942: Jean-Pierre Jabouille, pilot francez de Formula 1 (d. 2023)
- 1943: Jean-Jacques Annaud, regizor francez
- 1946: Coca Bloos, actriță română
- 1947: Marioara Murărescu, realizatoare TV (d. 2014)
- 1949: André Rieu, violonist, dirijor și compozitor olandez
- 1950: Petru Lificiu, politician român
- 1950: Niculae Mircovici, politician român
- 1950: Mihai Romilă, fotbalist român (d. 2020)
- 1953: Valeriu Stoica, avocat și politician român
- 1955: Ion Stratan, bibliotecar, filolog, poet, publicist român (d. 2005)
- 1956: Andrus Ansip, politician eston, prim-ministru al Estoniei între 2005-2014
- 1956: Cristian Tudor Popescu, scriitor și jurnalist român
- 1961: Walter Mazzarri, fotbalist și antrenor italian de fotbal
- 1968: Anuța Cătună, atletă română
- 1969: Zach Galifianakis, actor american
- 1976: Blu Cantrell, cântăreață americană de muzică R&B
- 1981: Júlio Baptista, fotbalist brazilian
- 1985: Catrinel Menghia, fotomodel din România
- 1987: Wout Poels, ciclist neerlandez
- 1989: Brie Larson, actriță americană
- 1995: Valentin Cojocaru, fotbalist român

## Decese
- 0959: Eadwig cel Cinstit, rege al Angliei (n. 941)
- 1404: Papa Bonifaciu al IX-lea (n. 1356)
- 1499: Marsilio Ficino, filosof italian (n. 1433)
- 1532: Anna a Danemarcei, Electoare a Saxoniei (n. 1532)
- 1578: Ioan de Austria, fiul nelegitim al împăratului Carol Quintul (n. 1547)
- 1684: Pierre Corneille, dramaturg francez, creatorul tragediei clasice în Franța (n. 1606)
- 1892: George Sion poet, memorialist și traducător român (n. 1822)

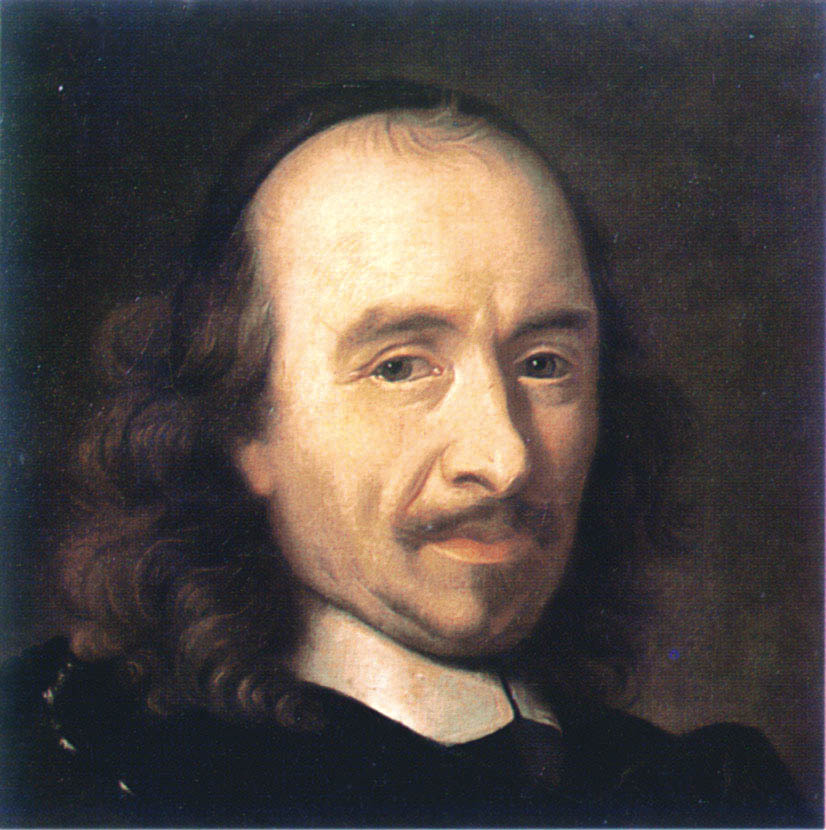
Pierre Corneille, dramaturg francez
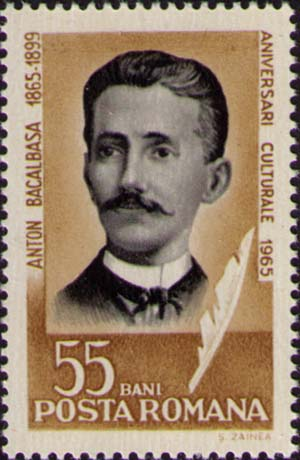
Anton Bacalbașa, ziarist, prozator și traducător român
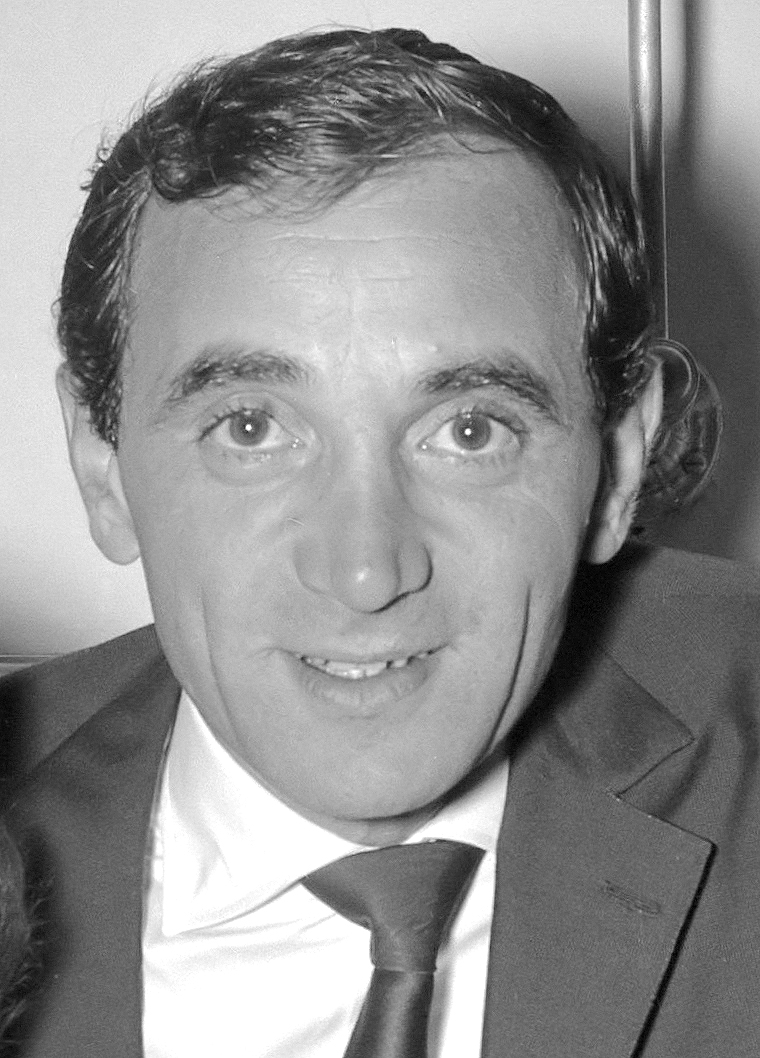
Charles Aznavour, cântăreț, actor francez

- 1899: Anton Bacalbașa, ziarist, prozator și traducător român (n. 1865)
- 1911: Wilhelm Dilthey, istoric, sociolog și filosof german (n. 1833)
- 1919: Prințesa Charlotte a Prusiei, Ducesă de Saxa-Meiningen (n. 1860)
- 1990: Ioana Em. Petrescu, critic, istoric și scriitoare română (n. 1941)
- 1993: Teofil Vâlcu, actor român de teatru și film (n. 1931)
- 2010: Audouin Dollfus, astronom francez (n. 1924)
- 2012: Eric Hobsbawm, istoric britanic (n. 1917)
- 2013: Tom Clancy, scriitor american (n. 1947)
- 2018: Charles Aznavour, cântăreț, actor, compozitor francez, ambasador al culturii franceze și armene în lume (n. 1924)
- 2019: Karel Gott, cântăreț și compozitor ceh (n. 1939)
- 2001: Iosif Toth, politician român (n. 1937)

## Sărbători

### Sărbători religioase
- Acoperământul Maicii Domnului; Sf. Ap. Anania; Cuv. Roman Melodul (calendar ortodox)
- Acoperământul Maicii Domnului; Sf. Ap. Anania; Cuv. Roman Melodul; Sf. Tereza a Pruncului Isus (calendar greco-catolic)
- Sf. Tereza a Pruncului Isus (calendar romano-catolic)

### Sărbători laice
- China: Ziua națională. Fondarea Republicii Chineze (1949)
- Cipru: Ziua națională. Independența de Marea Britanie (1960)
- Nigeria: Ziua națională. Independența de Marea Britanie (1960)
- Ziua Scafandrului Român (din 1976)
- Ziua Internațională a Muzicii (UNESCO) (din 1975)
- Ziua Internațională a Persoanelor Vârstnice (ONU) (din 1991)
- Ziua Internațională a Medicului
- Ziua Mondială a Arhitecturii
- Ziua Mondială a Habitatului
- Ziua Mondială a Istoricilor
- Ziua Mondială a Fotbalului
- Ziua Internațională a Cafelei⁠(d)